# バロウズ (駆逐艦)
|          |                                                    |
| 艦歴     |                                                    |
| 発注     |                                                    |
| 起工     | 1909年6月19日                                      |
| 進水     | 1910年6月23日                                      |
| 就役     | 1911年2月21日（海軍） 1925年6月30日（沿岸警備隊）  |
| 退役     | 1919年12月12日（海軍） 1931年2月14日（沿岸警備隊） |
| その後   | 売却                                               |
| 除籍     |                                                    |
| 性能諸元 |                                                    |
| 排水量   | 742トン                                            |
| 全長     | 293 ft 11 in (89.6 m)                              |
| 全幅     | 26 ft 5 in (8.1 m)                                 |
| 吃水     | 8 ft 4 in (2.5 m)                                  |
| 機関     | 重油専焼缶4基                                      |
| 最大速   | 30.6ノット (57 km/h)                               |
| 乗員     | 士官、兵員88名                                     |
| 兵装     | 3インチ砲5門 18インチ魚雷発射管6門                 |

バロウズ (USS Burrows, DD-29) は、アメリカ海軍の駆逐艦。ポールディング級駆逐艦の1隻。艦名はウィリアム・ウォード・バロウズに因む。その名を持つ艦としては2隻目。

## 艦歴
バロウズは1909年6月19日にニュージャージー州カムデンのニューヨーク造船所で起工した。1910年6月23日にローナ・ドーシア・バロウズ（バロウズ大尉の縁者）によって命名、進水し、1911年2月21日に艦長ジュニアス・F・ヘルウェグ大尉の指揮下就役する。
第一次世界大戦に先立ってバロウズは大西洋艦隊水雷小艦隊に配属され、艦隊と共に東海岸沿いおよびキューバ海域で作戦活動に従事、戦術的機動訓練、対抗演習、水雷訓練および砲術訓練のスケジュールをこなした。1916年初めにバロウズはニューヨーク州スタテンアイランドおよびロングアイランド海域での中立パトロールを命じられる。アメリカ合衆国が第一次世界大戦に参戦すると、バロウズはニューヨークのロウワー湾の偵察を行った。1917年4月7日に偵察部隊第2戦隊に加わり、マサチューセッツ州ナンタケットの近くでドイツ潜水艦に対する警戒探索を行う。4月10日に第2戦隊から別れ、バロウズはフィラデルフィア海軍工廠に入渠、海外配備に向けた改修が行われた。
6月にバロウズは巡洋艦輸送艦部隊第2グループと共にニューヨークを出航し、最初のアメリカ海外派遣軍を乗せた船団を護衛してフランスに向かった。1917年6月27日にロワール川に到着し、その後アイルランド南岸の哨戒に割り当てられクイーンズタウンを拠点として活動した。バロウズはヨーロッパに到着する船団および本国に帰還する船団を護衛し、攻撃を受けた連合軍艦艇の救援信号に対処し、生存者の救助を行い、イギリス海峡で活動する敵潜水艦との戦闘を行った。バロウズは給油ラインの故障で艦内火災を生じ、4隻の駆逐艦から消火作業の救援を受けたものの、この火災で乗組員2名が死亡した。第一次世界大戦が終了すると、バロウズはブレストにおいて様々な任務に従事した。1918年12月13日にはウッドロウ・ウィルソン大統領が乗る輸送船ジョージ・ワシントン (SS George Washington) がブレストに到着時、護衛を担当した。
バロウズは1919年1月2日にフィラデルフィアに到着した。数ヶ月間東海岸沿いに活動し、6月にフィラデルフィア海軍造船所に入渠する。バロウズは1919年12月12日に退役した。 
1924年6月にバロウズは財務省に移管され、沿岸警備隊で密造酒の取り締まりに使用された。バロウズはラム・パトロールの1隻としてコネチカット州ニューロンドンを拠点として活動した。 
バロウズは1931年5月2日に海軍に返還され、その後ロンドン海軍軍縮条約に従ってスクラップとして廃棄、その鋼材は売却された。